# Liste der Landesstraßen in Sachsen-Anhalt
Diese Liste der Landesstraßen in Sachsen-Anhalt ist eine Auflistung der Landesstraßen im deutschen Land Sachsen-Anhalt. Sie werden mit dem Buchstaben L abgekürzt und stehen zwischen den höherrangigen Bundesstraßen (B) und den niederrangigen Kreisstraßen (K).
Eine nach geographischen Gesichtspunkten vorgenommene Nummerierung ist zu erkennen. Die Nummerierung beginnt im Norden des Bundeslandes, zieht sich dann über die Börde in die Landesmitte bis in den Harz und wird dann im Süden des Bundeslandes im Uhrzeigersinn fortgesetzt.
Die Bundesautobahnen und Bundesstraßen werden gestalterisch hervorgehoben.

## Landesstraßen
Der Straßenverlauf wird in der Regel von Nord nach Süd und von West nach Ost angegeben.
| Nr.       | Verlauf | Länge (in km) |
| --------- | --- | ------------- |
| L 1       | (L 256 in Niedersachsen) – Landesgrenze – L 2 – Bömenzien – Drösede – Gollensdorf – Ziemendorf – Arendsee – Thielbeer – L 9 – Kerkuhn – Sanne – L 10 in Fleetmark – Ladekath – L 15 – Zierau – Mösenthin – Winterfeld – L 11 in Apenburg | 46,25         |
| L 2       | L 1 – Aulosen – Wanzer – Pollitz – Scharpenhufe – Krüden – Seehausen (Altmark) – Schönberg bei Seehausen – Neukirchen bei Seehausen – Wendemark – Werben – L 16 – Räbel – Elbe () – in Havelberg – Jederitz – Kuhlhausen – L 17 – Garz bei Havelberg – Warnau – L 18 | 63,06         |
| L 3       | (L 10 in Brandenburg) – Landesgrenze – Nitzow – Dahlen – Toppel – in Havelberg | 5,66          |
| L 4       | in Havelberg – Kümmernitz – Landesgrenze – (L 141 in Brandenburg) | 10,48         |
| L 5       | (L 260 in Niedersachsen) – Landesgrenze – Schrampe – in Arendsee | 4,72          |
| L 6       | (L 263 in Niedersachsen) – Landesgrenze – Grabenstedt – Henningen – Langenapel – L 8 | 6,72          |
| L 7       | (L 266 in Niedersachsen) – Landesgrenze – Schmölau – Bonese – Winkelstedt – Wendischhorst – L 8 in Dähre | 9,63          |
| L 8       | (L 282 in Niedersachsen) – Landesgrenze – Waddekath – L 11 in Diesdorf – L 7 in Dähre – L 6 – Wistedt – Wallstawe – Niephagen – Wieblitz-Eversdorf – | 29,76         |
| L 9       | L 1 in Kerkuhn – Heiligenfelde – L 12 – Lückstedt – Wohlenberg – Stapel – Krevese – Krumke – L 13 – Osterburg – L 14 – Meseberg – Königsmark – Wasmerslage – Iden – L 16 in Busch bei Iden – Büttnershof – Elbe (Fähre Sandau ) – in Sandau (Elbe) | 46,57         |
| L 10      | in Ritzleben – Vissum – Kassuhn – L 1 in Fleetmark – Kerkau – Lohne – L 12 | 15,03         |
| L 11      | L 8 in Diesdorf – Abbendorf – Mehmke – Stöckheim – Rohrberg (Altmark) – Beetzendorf – L 19 – Siedengrieben – Hohentramm – Apenburg – L 1 – in Cheinitz | 27,95         |
| L 12      | – Drüsedau – Bretsch – Dewitz – Lückstedt – L 9 – Kossebau – Boock – L 10 – Packebusch – Brunau – L 15 – Dolchau – Kahrstedt – Altmersleben – Kalbe (Milde) – L 21 – Klein Engersen – Wiepke – | 47,95         |
| L 13      | L 15 in Meßdorf – Späningen – Natterheide – Flessau – Storbeck – in Osterburg | 14,80         |
| L 14      | L 9 in Osterburg – Düsedau – Walsleben – Gethlingen – L 16 in Hindenburg | 12,48         |
| L 15      | in Mahlsdorf – Benkendorf – Liesten – Depekolk – L 1 – Lüge – Störpke – Jeetze – Brunau – L 12 – Beese – Meßdorf – L 13 – Büste – Bismark (Altmark) – L 21 – L 28 – Garlipp – Kläden – L 30 – Steinfeld (Altmark) – Schernikau – Uenglingen – L 16 / L 32 in Stendal | 56,03         |
| L 16      | L 2 in Werben – Behrendorf – L 9 – Hindenburg – L 14 – Bertkow – L 35 – Krusemark – Groß Ellingen – Sanne – Jarchau – L 15 / L 32 in Stendal | 36,73         |
| L 17      | L 2 – Landesgrenze – (L 17 in Brandenburg) | 0,66          |
| L 18      | in Wulkau – Kamern – L 2 – Rehberg – Molkenberg – Schollene – Neu-Schollene – Landesgrenze – (L 96 in Brandenburg) | 20,31         |
| L 19      | L 11 in Beetzendorf – Jeeben – Bandau – Klötze – L 20 – Schwiesau – L 26 – Zichtau – in Wiepke | 40,44         |
| L 20      | – Brüchau – Neuendorf bei Klötze – Lockstedt – Klötze – L 19 – L 22 – Wenze – Trippigleben – Dannefeld – Miesterhorst – L 24 in Rätzlingen – Everingen – Seggerde – L 42 / L 43 in Weferlingen – Walbeck – Schwanefeld – Beendorf – L 41 – Landesgrenze – (L 624 in Niedersachsen) | 80,49         |
| L 21      | – Wernstedt – Kalbe (Milde) – L 12 – Neuendorf am Damm – L 27 – Karritz – Poritz – Döllnitz – L 15/ L 28 in Bismark (Altmark) | 19,08         |
| L 22      | L 20 – Kusey – L 23 – Röwitz – Buchholz – Wassensdorf – L 24 in Oebisfelde – Landesgrenze – K 61 in Niedersachsen | 23,75         |
| L 23      | (K 26 im Landkreis Gifhorn, Niedersachsen) – Landesgrenze – Böckwitz – Jahrstedt – Kunrau – Neuferchau – L 22 in Kusey | 9,92          |
| L 24      | (L 653 in Niedersachsen) – Landesgrenze – Breitenrode – L 22 in Oebisfelde – Bösdorf – L 20 in Rätzlingen – Kathendorf – Etingen – Wegenstedt – L 25 in Calvörde – Wieglitz – L 43 in Bülstringen – L 42 / in Haldensleben – Althaldensleben – Hundisburg – L 44 in Rottmersleben – / – Bornstedt – L 45 in Drackenstedt – L 49 in Dreileben – / L 77 in Seehausen (Börde) – L 102 in Schermcke – Emmeringen – / L 101 in Oschersleben (Bode) – L 80 in Großalsleben – Gröningen – Deesdorf – L 73 in Adersleben – Wegeleben – Harsleben – in Halberstadt | 112,66        |
| L 25      | in Weteritz – Jerchel – Jeseritz – Berenbrock – L 24 in Calvörde – L 43 in Flechtingen – L 42 – Altenhausen – in Erxleben – Uhrsleben – | 39,12         |
| L 26      | L 19 in Schwiesau – Breitenfeld – Eigenthum – Jeggau – in Mieste | 12,94         |
| L 27      | L 21 in Neuendorf am Damm – Kremkau – Algenstedt – Hemstedt – / – Gardelegen – | 25,41         |
| L 28      | L 15 / L 21 in Bismark (Altmark) – Holzhausen (Bismark) – Lindstedt – in Jävenitz | 16,72         |
| L 30      | L 15 / L 16 in Kläden – Badingen – Deetz – Käthen – Vinzelberg – Wittenmoor bei Stendal – Windberge – Lüderitz – Groß Schwarzlosen – Hüselitz – Bellingen – L 32 – Grobleben – L 31 – Tangermünde – | 37,70         |
| L 31      | L 30 in Tangermünde – Bölsdorf – Weißewarte – Briest – Tangerhütte – L 53 – Uchtdorf – L 44 in Burgstall – in Dolle | 31,14         |
| L 32      | L 15 / L 16 in Stendal – Heeren – L 30 | 10,06         |
| L 33      | (L 97 in Brandenburg) – Landesgrenze – Sydow – Briest – Wulkow – Kleinwulkow – | 8,92          |
| L 34      | (L 964 in Brandenburg) – Landesgrenze – Neuenklitsche – Kleinwusterwitz – Roßdorf – | 13,02         |
| L 35      | – Klein Schwechten – Goldbeck – L 16 in Bertkow | 7,97          |
| L 37      | L 39 / L 123 in Seyda – Lüttchenseyda – L 127 – Gentha – | 8,64          |
| L 38      | / bei Dolle – Colbitz – / bei Mose | 12,08         |
| L 39      | (L 81 in Brandenburg) – Landesgrenze – Mellnitz – L 37 / L 123 in Seyda | 5,13          |
| L 40      | – L 106 in Belsdorf – Wefensleben – in Ummendorf | 6,50          |
| L 41      | L 20 in Beendorf – in Morsleben | 1,88          |
| L 42      | (L 647 in Niedersachsen) – Landesgrenze – Döhren – L 20 / L 43 in Weferlingen – Eschenrode – Hörsingen – Ivenrode – L 25 – Süplingen – L 24 in Haldensleben | 31,16         |
| L 43      | Landesgrenze – L 43 / L 42 in Weferlingen – Siestedt – Behnsdorf – L 25 in Flechtingen – L 24 in Bülstringen | 21,22         |
| L 44      | L 24 in Rottmersleben – Ackendorf – Gutenswegen – in Groß Ammensleben – Bleiche – Samswegen – bei Wolmirstedt … Unterbrechung … Farsleben – Zielitz – Loitsche – Rogätz – Angern – Sandbeiendorf – L 31 in Burgstall | 40,15         |
| L 45      | in Ovelgünne – Druxberge – L 24 in Drackenstedt – in Eichenbarleben | 8,47          |
| L 46      | – Wellen – L 49 in Klein Rodensleben – Domersleben – in Wanzleben | 11,20         |
| L 47      | – Meitzendorf – Dahlenwarsleben – Hohenwarsleben – in Irxleben | 11,21         |
| L 48      | in Barleben – in Ebendorf – Magdeburg – | 8,26          |
| L 49      | L 24 in Dreileben – Groß Rodensleben – L 46 in Klein Rodensleben – Niederndodeleben – in Magdeburg | 22,20         |
| L 50      | in Wanzleben – Schleibnitz – in Magdeburg – L 51 in Magdeburg – Dodendorf – L 69 – L 70 in Atzendorf – L 63 / L 72 in Förderstedt – L 73 in Neugattersleben – Strenzfeld – in Bernburg – L 146 in Bernburg – Peißen – L 149 – Bebitz – Trebitz – L 144 – L 85 in Könnern – L 156 in Garsena – Dornitz – Domnitz – L 137 – L 147 – L 161 – – Beidersee – Morl – L 145 in Trotha – in Halle (Saale) - siehe auch Landesstraße L50 | 96,75         |
| L 51      | L 50 in Magdeburg – L 65 – in Schönebeck (Elbe) – Zackmünde – Pömmelte – L 68 in Barby – Elbe ( Fähre Barby) – Walternienburg – Güterglück – Schora – | 40,24         |
| L 52      | – Ziepel – Wörmlitz – Körbelitz – Lostau – Hohenwarthe – Niegripp – / in Burg bei Magdeburg – Grabow – Theeßen – Küsel – Wüstenjerichow – L 55 in Drewitz bei Burg – Magdeburgerforth – Schopsdorf – Landesgrenze – (L 93 in Brandenburg) | 60,21         |
| L 53      | – Schernebeck – L 31 in Tangerhütte | 8,52          |
| L 54      | – Klietznick – Ferchland – Derben – Parey – Güsen – in Hohenseeden – Schattberge – Gladau – Dretzel – | 30,85         |
| L 55      | L 52 in Drewitz bei Burg – Lübars – in Loburg – L 56 – Lindau – L 57 – L 121 in Zerbst/Anhalt – / in Zerbst/Anhalt | 30,83         |
| L 56      | L 55 in Loburg – Klepps – Hobeck – Göbel – Leitzkau – | 11,27         |
| L 57      | in Reuden/Anhalt – Dobritz – Gollbogen – L 55 | 15,79         |
| L 60      | in Leitzkau – in Möckern | 7,28          |
| L 63      | L 50 in Förderstedt – Üllnitz – – Brumby – L 65 in Calbe (Saale) – L 64 in Sachsendorf – Rajoch – L 149 in Lödderitz – Kühren – in Aken (Elbe) – Kleinkühnau – Flugplatz Dessau – in Dessau | 42,41         |
| L 64      | L 63 in Sachsendorf – Zuchau – L 150 in Gerbitz – L 73 – Latdorf – Dröbel – | 12,03         |
| L 65      | L 51 / – Kleinmühlingen – L 63 / L 68 in Calbe (Saale) – L 73 in Nienburg (Saale) – Altenburg bei Bernburg – / L 50 in Bernburg (Saale) – L 71 – Aderstedt – L 74 in Bründel – L 72 in Schackenthal | 37,53         |
| L 66      | – L 76 – Hadmersleben – L 80 – Kroppenstedt – Heteborn – L 73 in Hedersleben – Wedderstedt – L 85 – Quedlinburg – L 242 – L 92 / L 239 | 67,03         |
| L 68      | L 51 in Barby – L 65 in Calbe (Saale) | 8,88          |
| L 69      | – Biere – L 50 – Borne – L 70 / L 71 | 11,76         |
| L 70      | in Egeln – Wolmirsleben – L 69 / L 71 – L 50 in Atzendorf | 10,98         |
| L 71      | L 70 – Unseburg – Rothenförde – Lust – L 72 / L 73 in Staßfurt – Rathmannsdorf – | 27,49         |
| L 72      | L 50 in Förderstedt – L 71 / L 73 in Staßfurt – Neundorf (Anhalt) – – Warmsdorf – L 65 in Schackenthal – L 85 – L 152 – Sandersleben – L 158 – Welfesholz – Siersleben – / L 159 | 37,03         |
| L 73      | L 24 in Adersleben – Rodersdorf – L 66 in Hedersleben – Hausneindorf – Friedrichsaue – Schadeleben – Neu Königsaue – in Winningen – Hecklingen – L 71 / L 72 in Staßfurt – Hohenerxleben – L 50 in Neugattersleben – L 65 in Nienburg (Saale) – L 150 – L 64 – L 149 in Kleinpaschleben – Trinum – L 148 in Großpaschleben – in Köthen | 70,14         |
| L 74      | L 65 in Bründel – – Alsleben – L 85 | 3,99          |
| L 75      | – L 85 in Hoym – in Ballenstedt – Meisdorf – L 230 | 14,12         |
| L 76      | L 66 – Klein Oschersleben – Groß Germersleben – Etgersleben – Westeregeln – / | 12,65         |
| L 77      | (L 624 in Niedersachsen) – Landesgrenze – Ohrsleben – L 78 in Wackersleben – in Hamersleben – L 104 in Ausleben – Beckendorf – Eggenstedt – L 24 in Seehausen (Börde) | 29,14         |
| L 78      | in Hessen – Rohrsheim – in Dedeleben – Pabstorf – Aderstedt – Gunsleben – L 77 in Wackersleben | 20,50         |
| L 79      | in Badersleben – L 84 – Anderbeck – Dingelstedt am Huy – L 83 – Eilenstedt – | 16,99         |
| L 80      | in Schwanebeck – L 101 in Krottorf – L 24 in Großalsleben – Kleinalsleben – Alikendorf – L 66 in Hadmersleben | 11,96         |
| L 82      | L 85 in Wernigerode – Silstedt – L 84 in Derenburg – in Langenstein bei Halberstadt | 13,73         |
| L 83      | L 79 – Röderhof – Neu Runstedt – in Halberstadt | 10,14         |
| L 84      | L 79 in Badersleben – Huy-Neinstedt – in Athenstedt – Danstedt – L 86 – L 82 in Derenburg – / L 85 | 20,94         |
| L 85      | (L 501 in Niedersachsen) – Landesgrenze – L 88 in Stapelburg – Ilsenburg – Drübeck – Darlingerode – / L 86 / L 82 in Wernigerode – Benzingerode – Heimburg – L 84 / – / in Blankenburg (Harz) – L 240 – Westerhausen – L 242 in Quedlinburg – L 66 – L 75 in Hoym – / in Aschersleben – Mehringen – L 72 – Schackstedt – L 74 – L 151 / 153 in Alsleben – L 149 in Mukrena – L 154 – L 50 in Könnern | 84,52         |
| L 86      | L 84 in Danstedt – Heudeber – Reddeber – in Wernigerode | 11,65         |
| L 87      | (K 620 im Landkreis Goslar, Niedersachsen) – Landesgrenze – L 88 / L 89 in Osterwieck – Berßel – in Zilly – | 21,71         |
| L 88      | L 87 / L 89 in Osterwieck – Schauen – L 85 in Stapelburg | 9,57          |
| L 89      | (L 510 in Niedersachsen) – Landesgrenze – Lüttgenrode – L 87 / L 88 in Osterwieck – Deersheim – in Hessen | 15,77         |
| L 90      | (L 511 in Niedersachsen) – Landesgrenze – K1338 – K1344 – Landesgrenze – (L 511 in Niedersachsen) | 3,84          |
| L 91      | (L 500 in Niedersachsen) – Landesgrenze – Osterode am Fallstein – Veltheim am Fallstein – | 8,00          |
| L 92      | in Blankenburg (Harz) – Timmenrode – L 240 in Thale – Neinstedt – L 66 / L 239 | 12,69         |
| L 93      | in Cattenstedt – Wienrode – L 94 in Treseburg – L 95 in Allrode – L 239 | 19,73         |
| L 94      | in Hüttenrode – Altenbrak – L 93 in Treseburg | 11,55         |
| L 95      | in Stiege – Allrode – L 93 – L 239 in Friedrichsbrunn | 10,53         |
| L 96      | in Rübeland – Rappbode-Talsperre – | 6,11          |
| L 97      | (L 602 in Niedersachsen) – Landesgrenze – L 98 in Benneckenstein – | 8,05          |
| L 98      | in Königshütte (Harz) – in Tanne – L 97 in Benneckenstein – Landesgrenze – (L 1014 in Thüringen) | 14,72         |
| L 100     | in Wernigerode – Drei Annen Hohne – Schierke – in Elend | 16,33         |
| L 101     | L 24 in Oschersleben (Bode) – L 80 in Krottorf | 6,16          |
| L 102     | Zuckerdorf Klein Wanzleben – L 24 in Schermcke | 7,67          |
| L 104     | (L 652 in Niedersachsen) – Landesgrenze – Hötensleben – L 105 – Kauzleben – – Warsleben – L 106 in Ausleben – Ottleben – L 77 – in Hornhausen | 16,96         |
| L 105     | L 104 in Hötensleben – in Barneberg | 3,66          |
| L 106     | L 104 in Warsleben – in Badeleben – L 40 in Belsdorf | 13,13         |
| L 111     | (L 811 in Brandenburg) – Landesgrenze – Landesgrenze zeitweise an der östlichen Straßenseite – L 112 – L 113 in Mügeln | 5,60          |
| L 112     | (L 715 in Brandenburg) – Landesgrenze – Glücksburg – L 111 | 0,96          |
| L 113     | (L 72 in Brandenburg) – Landesgrenze – Linda (Elster) – L 111 in Mügeln – in Schweinitz – L 116in Annaburg – Groß Naundorf – Labrun – L 114 in Prettin – Elbe () – Landesgrenze – (S 16 in Sachsen) | 37,60         |
| L 114     | L 116 in Jessen – Grabo bei Jessen – Battin – Rade – Düßnitz – L 128 – Gehmen – Axien – L 113 in Prettin – Landesgrenze – (S 25 in Sachsen) | 22,76         |
| L 116     | in Jessen – L 114 – L 113 in Annaburg | 9,19          |
| L 120     | (L 841 in Brandenburg) – Landesgrenze – Stackelitz – Jeber-Bergfrieden – L 121 in Hundeluft – Thießen – Mühlstedt – Meinsdorf – in Roßlau | 22,82         |
| L 121     | L 55 in Zerbst/Anhalt – Pulspforde – Bonitz – Trüben – Garitz – Ragösen – L 120 in Hundeluft – Düben – Zieko – / in Coswig | 32,30         |
| L 122     | – Köselitz – Cobbelsdorf – Senst – L 124 | 9,63          |
| L 123     | in Coswig – Hubertusberg – Pülzig – L 124 in Straach – Berkau – Kerzendorf – Boßdorf – Assau – Kropstädt – – Wüstemark – L 126 in Zahna – Gadegast – L 37 / L 39 in Seyda | 43,26         |
| L 124     | (L 83 in Brandenburg) – Landesgrenze – L 122 – L 123 in Straach – Nudersdorf – Dobien – in der Lutherstadt Wittenberg | 13,77         |
| L 126     | (L 821 in Brandenburg) – Landesgrenze – Klebitz – L 123 in Zahna – Bülzig – Abtsdorf – Wiesigk – Labetz – in der Lutherstadt Wittenberg | 16,84         |
| L 127     | L 37 in Lüttchenseyda – Meltendorf – Gielsdorf – in Elster (Elbe) – Elbe () – Wartenburg – Globig – | 16,37         |
| L 128     | (S 25 in Sachsen) – Landesgrenze – L 130 in Söllichau – L 129 in Bad Schmiedeberg – Splau – in Pretzsch – Elbe () – Mauken – L 114 | 23,19         |
| L 129     | L 131 – Selbitz – Bergwitz – in Kemberg – Meuro – Ogkeln – L 128 in Bad Schmiedeberg – Landesgrenze – (S 17 in Sachsen) | 30,25         |
| L 130     | / in Schwemsal – in Tornau – L 128 in Söllichau | 5,80          |
| L 131     | / L 132 / L 133 in Oranienbaum – Brandhorst – Kakau – Horstdorf – Rotehof – Gohrau – Rehsen – L 129 – Seegrehna – Kienberge – in Pratau – bei Eutzsch | 25,60         |
| L 132     | L 131 in Oranienbaum – Goltewitz – Naderkau – Schleesen – in Radis | 10,70         |
| L 133     | in Waldersee – Vockerode – Griesen – / L 131 in Oranienbaum | 16,71         |
| L 134     | in Dessau – Kochstedt – L 136 in Quellendorf | 9,91          |
| L 135     | in Mildensee – Sollnitz – L 136 – Retzau – Kleckewitz – Altjeßnitz – L 138 in Roßdorf | 17,20         |
| L 136     | in Köthen – Merzien – Storkau – L 134 in Quellendorf – L 142 in Hinsdorf – L 141 in Tornau vor der Heide – Klein Leipzig – Thurland – L 140 in Raguhn – Kleckewitz – L 135 in Retzau – Möhlau – Zschornewitz – in Gräfenhainichen | 37,92         |
| L 137     | – L 50 | 1,64          |
| L 138     | in Wolfen-Nord – Jeßnitz – L 135 in Roßdorf – Muldenstein – in Friedersdorf | 10,58         |
| L 139     | in Pouch – Landesgrenze – (S 12 in Sachsen) | 3,17          |
| L 140     | L 141 in Salzfurtkapelle – – L 136 in Raguhn | 5,72          |
| L 141     | – Lingenau – L 136 in Tornau vor der Heide – L 140 in Salzfurtkapelle – Wadendorf – Löberitz – / L 143 – Zörbig – L 144 – Schrenz – Brachstedt – Oppin – Tornau bei Halle – in Halle (Saale) | 35,32         |
| L 142     | L 136 in Hinsdorf – Zehbitz – in Radegast | 9,52          |
| L 143     | / L 141 in Zörbig – Spören – Quetzdölsdorf – – Gütz – Landsberg – Gollma – Landesgrenze zwei Mal an der nordwestlichen Straßenseite – Landesgrenze – (S 4 in Sachsen) | 16,56         |
| L 144     | L 50 – L 148 – Edlau – L 147 – Hohenedlau – Schlettau – Gottgau – L 147 – Löbejün – L 145 – Plötz – Kösseln – Werderthau – Ostrau – Werben – Stumsdorf – L 141 in Zörbig | 28,59         |
| L 145     | bei Köthen – L 148 in Kleinwülknitz – Großwülknitz – L 147 in Piethen – Wieskau – L 144 – Kaltenmark – Frößnitz – Nehlitz – Teicha – Sennewitz – L 50 in Trotha | 27,86         |
| L 146     | L 50 in Bernburg – Roschwitz – Baalberge – L 149 – Sixdorf – Cörmigk – L 148 – L 147 in Gröbzig – Werdershausen – L 147 in Cattau | 20,15         |
| L 147     | L 144 – L 146 in Gröbzig – L 145 in Piethen – L 146 in Cattau – L 144 in Löbejün – Merbitz – Nauendorf – L 50 | 21,21         |
| L 148     | L 73 in Großpaschleben – L 145 in Kleinwülknitz – Dohndorf – Hohendohndorf – L 146 – Gerlebogk – Ilbersdorf – L 144 | 15,10         |
| L 149     | in Zerbst/Anhalt – Hohenlepte – Badetz – Tochheim – Elbe () – Alt Tochheim – Breitenhagen – Lödderitz – L 63 – Diebzig – Wulfen – Drosa – L 73 in Kleinpaschleben – B 6 – Crüchern – Biendorf – L 146 – Preußlitz – Leau – L 50 – Beesenlaublingen – L 85 | 50,60         |
| L 150     | L 73 – L 64 in Gerbitz | 2,37          |
| L 151     | (L 3080 in Thüringen) – Landesgrenze – L 236 in Berga – L 236 – L 234 in Roßla – L 233 – L 231 in Bennungen – Hohlstedt – Wallhausen – L 221 – Sangerhausen – Emseloh – Blankenheim – L 225 in Wimmelburg – L 224 in Lutherstadt Eisleben – / – L 160 – L 159 in Polleben – L 154 in Helmsdorf – L 158 in Gerbstedt – Belleben – L 152 – L 85 in Alsleben | 63,68         |
| L 152     | L 72 in Sandersleben – L 151 | 4,40          |
| L 153     | L 85 in Alsleben – Gnölbzig – L 154 in Nelben | 6,44          |
| L 154     | L 85 in Könnern – L 153 in Nelben – Zellewitz – L 155 – Thaldorf – Pfeiffhausen – L 158 in Friedeburgerhütte – L 158 in Zabenstedt – Heiligenthal – L 151 in Helmsdorf | 15,77         |
| L 155     | L 154 – Zickeritz – L 157 | 1,70          |
| L 156     | L 50 in Garsena – Dößel – Wettin – L 161 – Saale () – L 157 – Zaschwitz – Fienstedt – L 159 – Krimpe – Höhnstedt – L 173 in Langenbogen – L 173 in Bennstedt | 29,78         |
| L 157     | L 155 in Brucke – L 158 in Friedeburg – Rumpin – Kloschwitz – Trebitz – L 156 in Zaschwitz | 10,31         |
| L 158     | – Greifenhagen – L 227 – Meisberg – – Hettstedt – L 72 – L 151 in Gerbstedt – Zabenstedt – L 154 – Friedeburgerhütte – Adendorf – L 157 in Friedeburg | 28,52         |
| L 159     | / L 72 – L 151 in Polleben – Burgsdorf – L 160 in Schwittersdorf – Naundorf – L 156 – L 173 in Salzmünde – L 162 in Dölau – in Halle (Saale) | 35,63         |
| L 160     | L 225 in Helbra – – Volkstedt – L 151 – Hedersleben – L 159 in Schwittersdorf | 17,44         |
| L 161     | L 156 in Wettin – Mücheln bei Wettin – Lettewitz – L 162 – L 50 | 5,65          |
| L 162     | L 161 – Görbitz – Gimritz – Brachwitz – Saale () – Neuragoczy – L 159 in Dölau | 9,28          |
| L 163     | in Halle (Saale) – Angersdorf – L 171 in Holleben – Delitz am Berge – L 172 in Bad Lauchstädt – Krakau – Klobikau – Stöbnitz – L 178 in Mücheln – L 209 – | 35,96         |
| L 164     | in Lüttchendorf – L 223 in Erdeborn – L 175 / L 176 in Röblingen am See – Stedten – L 177 in Steuden – Etzdorf – L 173 / L 174 in Teutschenthal – in Halle (Saale) | 31,72         |
| L 165     | / in Halle (Saale) – Büschdorf – L 167 in Reideburg – – Kockwitz – L 168 in Queis – Landesgrenze – (S 1 in Sachsen) | 18,40         |
| L 167     | in Rabatz – Peißen – L 165 in Reideburg – Zwintschöna – – Dieskau – L 170 in Döllnitz | 12,74         |
| L 168     | in Hohenthurm – Zwebendorf – Droysig – Klepzig – L 165 in Queis – Osmünde – Schwoitsch – L 169 – in Gröbers – L 170 in Raßnitz | 19,56         |
| L 169     | L 168 in Schwoitsch – – Landesgrenze – (S 2 in Sachsen) | 3,04          |
| L 170     | in Halle (Saale) – L 167 in Döllnitz – L 183 in Lochau – L 168 in Raßnitz – Weßmar – Oberthau – Ermlitz – Landesgrenze – (S 8 in Sachsen) | 15,97         |
| L 171     | L 163 in Holleben – Rockendorf – Hohenweiden – Rattmannsdorf – Korbetha – in Schkopau | 8,53          |
| L 172     | (L 1172 in Thüringen) – L 217 – Ziegelroda – – – Altweidenbach – Neuweidenbach – L 177 in Schafstädt – Großgräfendorf – Schotterey – L 173 / L 163 in Bad Lauchstädt – Bischdorf – Knapendorf – in Merseburg | 38,56         |
| L 173     | L 159 in Salzmünde – Benkendorf – Köllme – L 156 in Bennstedt – L 164 in Teutschenthal – L 172 in Schotterey | 16,50         |
| L 174     | L 156 in Langenbogen – L 175 – L 164 in Teutschenthal | 4,29          |
| L 175     | L 164 – L 176 in Röblingen am See – Unterröblingen – Amsdorf – Wansleben am See – L 174 | 9,31          |
| L 176     | in Aseleben – L 175 in Röblingen am See – L 164 – Schraplau – – Döcklitz – bei Querfurt | 12,86         |
| L 177     | L 164 – Steuden – – L 172 in Schafstädt – L 178 in Langeneichstädt – Jüdendorf – Kalzendorf – in Steigra – L 213 – Karsdorf – L 212 in Wetzendorf | 22,86         |
| L 178     | L 177 in Langeneichstädt – Oechlitz – Schmirma – L 163 in Mücheln – Krumpa – L 179 in Braunsbedra – L 180 – Frankleben – L 181 – | 22,98         |
| L 179     | L 178 in Braunsbedra – L 180 in Leiha – | 2,83          |
| L 180     | L 179 in Leiha – L 181 – L 178 | 5,76          |
| L 181     | in Merseburg – Kötzschen – L 178 – Großkayna – L 180 | 9,96          |
| L 182     | in Merseburg – Leuna – L 187 in Spergau – Großkorbetha – Schkortleben – Kriechau – Burgwerben – in Weißenfels – | 20,30         |
| L 183     | L 170 in Lochau – Burgliebenau – Kreypau – Wölkau – L 187 in Bad Dürrenberg | 12,89         |
| L 184     | in Wallendorf – L 186 in Schladebach – – L 187 – /L 189 in Lützen – Kaja – Rahna – Großgörschen – Kleingörschen – Landesgrenze – (S 75 in Sachsen) | 20,53         |
| L 185     | in Günthersdorf – Pissen – Witzschersdorf – L 186 in Kötzschau | 5,20          |
| L 186     | L 184 in Schladebach – Kötzschau – L 185 – Landesgrenze – (S 77 in Sachsen) | 4,51          |
| L 187     | L 182 in Spergau – L 183 in Bad Dürrenberg – Tollwitz – L 184 – – Nempitz – Landesgrenze – (S 74 in Sachsen) | 11,81         |
| L 188     | bei Weißenfels – Lösau – Pörsten – Rippach – Röcken – bei Lützen | 10,34         |
| L 189     | L 184 in Lützen – / – Starsiedel – Muschwitz – Taucha – L 190 in Granschütz – Zorbau – Borau – | 17,25         |
| L 190     | L 189 in Granschütz – Webau – L 191 in Hohenmölsen – Zembschen – Keutschen – Werschen – – Gröben – Teuchern – Zellschen – Unterkaka – / – L 200 in Osterfeld bei Naumburg – Goldschau – Landesgrenze – (L 1372 in Thüringen) | 28,56         |
| L 191     | L 190 in Hohenmölsen – Zetsch – Pirkau – Nonnewitz – in Theißen | 12,07         |
| L 192     | in Reuden – Ostrau – L 193 in Könderitz – Döbitzschen – Staschwitz – Landesgrenze – (L 1063 in Thüringen) | 8,53          |
| L 193     | (S 65 in Sachsen) – Landesgrenze – Minkwitz – Traupitz – L 192 in Könderitz – Alttröglitz – … Unterbrechung … in Zeitz – – Kleinosida – Salsitz – Schkauditz – Wetterzeube – Kleinpötewitz – Pötewitz – Landesgrenze – (L 1193 in Thüringen) | 21,35         |
| L 194     | (L 1080 in Thüringen) – Landesgrenze – Bröckau – L 196 in Kayna – Zettweil - Spora -– Prehlitz-Penkwitz – Landesgrenze – (K 215 in Thüringen) | 12,38         |
| L 195     | in Giebelroth – Heuckewalde – Landesgrenze – (L 1081 in Thüringen) | 2,25          |
| L 197     | – Geußnitz – Wildenborg – Lindenberg – L 194 in Kayna | 7,34          |
| L 198     | in Meineweh – Weickelsdorf – Roda – Kleinhelmsdorf – Landesgrenze – (L 1073 in Thüringen) | 7,44          |
| L 199     | – Prittitz – Gröbitz – in Stößen | 6,48          |
| L 200     | in Wethau – Mertendorf bei Naumburg – Punkewitz – Wetterscheidt – Wettaburg – Beuditz – Löbitz – Pauscha – L 190 in Osterfeld bei Naumburg | 13,68         |
| L 201     | – Prießnitz – Aue bei Molau – Landesgrenze – (L 1071 in Thüringen) | 7,78          |
| L 202     | (L 2326 in Thüringen) – Landesgrenze – ohne eine klassifizierte Straßenverbindung – Landesgrenze – (L 1362 in Thüringen) | 0,30          |
| L 203     | in Bad Kösen – Lengefeld – Saaleck – Landesgrenze – (L 1060 in Thüringen) | 6,27          |
| L 204     | / in Naumburg (Saale) – Grochlitz – Schönburg (Saale) – Possenhain – in Plennschütz | 7,64          |
| L 205     | in Pettstädt – L 206 in Markröhlitz – L 207 – / in Naumburg (Saale) | 12,31         |
| L 206     | L 205 in Markröhlitz – Uichteritz – Markwerben – in Weißenfels | 8,59          |
| L 207     | / – L 205 in Henne | 4,99          |
| L 208     | L 209 in Burkersroda – Dietrichsroda – Klosterhäseler – Gößnitz – | 16,98         |
| L 209     | L 163 – Baumersroda – in Gleina – Flugplatz Laucha – Dorndorf bei Laucha an der Unstrut – / L 212 in Laucha an der Unstrut – Plößnitz – L 208 | 13,99         |
| L 210     | (L 1058 in Thüringen) – Landesgrenze – Herrengosserstedt – Burgholzhausen – Niederholzhausen – in Eckartsberga | 8,32          |
| L 211     | in Billroda – Tauhardt – Marienroda – Braunsroda – Marienthal – in Eckartsberga | 13,81         |
| L 212     | L 214 in Memleben – Großwangen – in Nebra – L 177 in Wetzendorf – Wennungen – Tröbsdorf – Burgscheidungen – / L 209 in Taucha | 21,11         |
| L 213     | – Reinsdorf – L 177 | 4,49          |
| L 214     | (L 1214 in Thüringen) – Landesgrenze – Wendelstein – L 212 in Memleben – in Bucha | 11,01         |
| L 215     | (L 1215 in Thüringen) – Landesgrenze – Allerstedt – L 212 – Wohlmirstedt – L 214 in Bucha | 6,11          |
| L 217     | L 172 in Ziegelroda – Landesgrenze – (L 1217 in Thüringen) – Landesgrenze – Lossa – Landesgrenze – (L 1057 Thüringen) | 6,48          |
| L 218     | L 223 in Großosterhausen – Einsdorf – Mittelhausen – Wolferstedt – Klosternaundorf – L 219 in Allstedt – Landesgrenze – (L 1218 in Thüringen) | 12,26         |
| L 219     | L 230 in Oberröblingen – Niederröblingen – L 222 / L 218 in Allstedt – Lodersleben – Querfurt – | 24,90         |
| L 220     | L 234 in Kelbra – Tilleda – Hackpfüffel – Riethnordhausen – L 230 in Edersleben | 17,62         |
| L 221     | L 151 in Sangerhausen – | 2,57          |
| L 222     | L 223 in Beyernaumburg – Sotterhausen – Nienstedt – L 219 in Allstedt | 7,49          |
| L 223     | in Riestedt – L 222 in Beyernaumburg – Liedersdorf – Holdenstedt – L 224 – Großosterhausen – L 218 in Kleinosterhausen – Rothenschirmbach – Hornburg – L 164 | 23,51         |
| L 224     | L 151 in der Lutherstadt Eisleben – L 225 in Wolferode – Schmalzerode – L 223 in Bornstedt bei Eisleben | 8,01          |
| L 225     | in Leimbach – L 226 in Klostermansfeld – Benndorf – L 160 in Helbra – L 151 in Wimmelburg – L 224 in Wolferode | 14,30         |
| L 226     | in Siebigerode – L 225 in Klostermansfeld – | 6,42          |
| L 227     | L 228 in Harkerode – Sylda – Willerode – Ritterode – L 158 – Rödgen – in Leimbach | 10,99         |
| L 228     | in Aschersleben – Westdorf – L 229 in Welbsleben – L 227 in Harkerode – Alterode – Stangerode – L 230 in Abberode | 22,81         |
| L 229     | / L 230 in Ermsleben – L 228 in Welbsleben – in Quenstedt | 9,14          |
| L 230 (1) | in Ermsleben – Meisdorf – L 75 – Pansfelde – L 228 in Abberode – – Popperode – Wippra – Grillenberg – Obersdorf – Gonna – L 231 – L 151 in Sangerhausen … Unterbrechung … / – L 219 in Oberröblingen – L 220 in Edersleben – Landesgrenze – ((L 3086 in Thüringen)) | 48,49         |
| L 231     | L 151 in Bennungen – Wickerode – Kleinleinungen – Drebsdorf – Großleinungen – Morungen – L 232 – Wettelrode – L 230 | 19,08         |
| L 232     | L 234 – Wolfsberg – Paßbruch – Rotha – Horla – L 231 | 17,48         |
| L 233     | – L 151 | 0,83          |
| L 234     | – Silberhütte – Straßberg – L 235 – Hayn – L 232 – Karlsrode – Agnesdorf – L 151 in Roßla – L 220 – in Kelbra – Landesgrenze – (L 1040 in Thüringen) – Landesgrenze – Abschnitt ohne eine Straßenverbindung – Landesgrenze – (L 1040 in Thüringen) | 37,11         |
| L 235     | L 236 – L 234 – Treuer Nachbarteich – Neudorf bei Harzgerode – … Unterbrechung … in Harzgerode – in Mägdesprung | 15,22         |
| L 236     | – Breitenstein – L 235 – Schwenda – L 237 in Rottleberode – Uftrungen – / L 151 in Berga | 29,78         |
| L 237     | (L 1037 in Thüringen) – Landesgrenze – L 236 in Rottleberode | 2,81          |
| L 239     | L 242 in Quedlinburg – Quarmbeck – L 92 / L 66 – L 241 in Bad Suderode – L 240 in Friedrichsbrunn – L 95 – L 93 – in Güntersberge | 21,65         |
| L 240     | – L 85 – Warnstedt bei Thale – L 92 in Thale – L 239 in Friedrichsbrunn | 18,41         |
| L 241     | L 239 in Bad Suderode – L 243 in Gernrode | 1,63          |
| L 242     | L 85 in Quedlinburg – L 239– L 66 – L 243 in Rieder – in Ballenstedt | 12,44         |
| L 243     | L 242 in Rieder – L 241 in Gernrode – | 7,28          |

## Ehemalige Landesstraßen
Der Straßenverlauf wird in der Regel von Nord nach Süd und von West nach Ost angegeben.
| Nr.    | Verlauf                                                          | jetzt          |
| ------ | ---------------------------------------------------------------- | -------------- |
| L 58   | in Steutz – Rietzmeck – Brambach – Neeken – Rodleben – in Roßlau | K 1776         |
| L 99   | L 100 in Schierke – in Elend                                     | L 100          |
| L 115  | Elbfähre – Mauken – L 114                                        | L 128          |
| L 166  | L 143 in Gollma – Landesgrenze – (S 4 in Sachsen)                | L 143          |
| L 197  | L 190 in Teuchern – Trebnitz – Luckenau – in Theißen             | Gemeindestraße |
| L 216  | (L 1216 in Thüringen) – Landesgrenze – L 217 in Lossa            | –              |
| L 2080 | in Seeburg – Rollsdorf – L 156                                   | –              |